# 一場遊戲一場夢
《一場遊戲一場夢》為臺灣歌手王傑的第一張專輯，發行於1987年12月19日，由李壽全製作，專輯中收錄的九首歌均是慢歌，並為王傑至今最為經典的作品，作曲均出自於王傑及王文清之手，由飛碟唱片發行，唱片編號：UFO-8754 。

## 專輯簡介
專輯從詞曲到封面設計、文案介紹均勾勒出王傑本身滄桑孤獨的形象，再搭配上其滄桑高亢的嗓音詮釋，讓專輯在推出後即廣受好評，也讓王傑成為樂壇黑馬一炮而紅，主打歌一舉登上羅小雲的中廣「知音時間排行榜」冠軍許久，專輯的銷量在當時亦雄踞排行榜長達半年之久，甚至直到1990年「一場遊戲一場夢」都還是台灣KTV統計點播率最高的歌曲，跟《安妮》成为他传唱度最高的歌曲，也讓王傑順理成章的成為飛碟唱片的首席男歌手。截至2015年銷量達到約360白金（1800萬）張。

## 翻唱版本
一场游戏一场梦翻唱版本
- 齐秦
- 蔡琴
- 杨培安
- 杨宗纬
- 陈楚生
- 张杰
- 萧敬腾
- 新裤子乐队
- 冯提莫

## 曲目
| 曲序 | 曲目             |                | 作曲   | 编曲   | 备注 |
| ---- | ---------------- | -------------- | ------ | ------ | --- |
| 1.   | 一場遊戲一場夢   | 王文清         | 王文清 | 陳志遠 | 粵語版《幾分傷心幾分痴》，收錄於專輯《故事的角色》 姜育恒的韓語版《슬픈이별》(悲傷的告別)，收錄於專輯《生命與愛》。 |
| 2.   | 只因我愛你       | 王傑           | 王傑   | 陳志遠 | 粵語版《生和死》，收錄於專輯《故事的角色》                                                                          |
| 3.   | 別再說想我       | 洪光達         | 王傑   | 陳志遠 | 粵語版《我笑我哭》，收錄於專輯《故事的角色》                                                                        |
| 4.   | 惦記這一些       | 王文清         | 王文清 | 陳志遠 | 粵語版《一生何求》，由陳百強翻唱，收錄於專輯《一生何求》》                                                          |
| 5.   | 心裡的呼喊       | 王傑           | 王傑   | 陳志遠 | |
| 6.   | 安妮             | 陳樂融         | 王傑   | 陳志遠 | 粵語版《可能》，收錄於專輯《故事的角色》 姜育恒的韓語版《애니》(安妮)，收錄於專輯《生命與愛》。                     |
| 7.   | 風和霧           | 潘美智、洪光達 | 王傑   | 陳志遠 | 粵語版《天老情未老》，由呂方翻唱，收錄於專輯《不捨得你》                                                            |
| 8.   | 故事的角色       | 王文清         | 王文清 | 陳志遠 | 粵語版《故事的角色》，收錄於專輯《故事的角色》                                                                      |
| 9.   | 說聲珍重         | 洪光達         | 王文清 | 陳志遠 | 粵語版《珍重》，由葉蒨文翻唱，收錄於專輯《珍重》                                                                    |
| 10.  | 一場遊戲一場夢II | 王文清         | 王文清 | 陳志遠 | 編曲與第一首的「一場遊戲一場夢」不同                                                                                |

## 軼聞趣事
王傑剛推出此專輯時，曾被飛碟唱片的同事詢問到預估能賣多少銷量。王傑回答應該可以賣到至少三十萬張，不料卻成為公司上下的笑柄，因為當時台灣最賣座的一張唱片賣了一年累積銷量也不過接近三十萬張，王傑這個新人顯然是搞不清楚狀況。加上專輯宣傳期間又逢前總統蔣經國逝世，無法在三台無線電視作充分宣傳與打歌。但沒想到，竟真的如王傑所說，專輯上市不久便大賣，當時僅在東南亞等地便賣出了100多萬張。

## 歌曲評價
李宗盛於1992年《聯合晚報》專欄撰寫王傑專題時提及，流行歌曲中，十年內僅能出現四、五首世紀歌曲，而「一場遊戲一場夢」即屬其一；黃國倫亦曾於台視節目《綜藝天王星》（2008-04-19 〈天王live show〉）中提及「一場遊戲一場夢」這首歌是促使他想投入流行樂壇的關鍵；陶晶瑩也在2013年第24屆金曲獎講到流行音樂發展時，以「一場遊戲一場夢」作為當時的流行歌曲代表。
儘管王傑已淡出台灣歌壇許久，也多年未有新專輯問世及宣傳，不過「一場遊戲一場夢」至今在台灣仍是十大KTV必點懷舊老歌之一，同時也是榜上唯一的八零年代歌曲，而王傑的歌迷年齡層更跨越至九零年代後出生的世代 。

## 電影歌曲
「一場遊戲一場夢」除了做為1988年電影《黃色故事》的插曲之外，亦出現於2010年的台灣電影《翻滾吧！阿信》、2013年的新加坡電影《爸媽不在家》，兩部電影均透過此歌曲，間接點出時空背景為90年代初期，也顯示出「一場遊戲一場夢」這首歌當時的流行程度。2019年上映的娄烨作品《风中有朵雨做的云》多次出现此歌。2023年上映电影《第八个嫌疑人》也以此歌作为片尾曲。

## 獎項
- 1988年第25屆金馬獎

- 「最佳電影插曲」：【一場遊戲一場夢】（電影《黃色故事》插曲）

## 唱片版本
- 錄音帶版
- CD版
- 黑膠唱片

## 音樂錄影帶
- 一場遊戲一場夢 （页面存档备份，存于）（張曼玉演出）
- 只因我愛你
- 惦記這一些 （页面存档备份，存于）
- 安妮 （页面存档备份，存于）
- 故事的角色 （页面存档备份，存于）